# Giovanni Meazzo
Giovanni Meazzo (Alessandria, 9 luglio 1928 – Alessandria, 5 dicembre 2021) è stato un ciclista su strada italiano, diventato professionista nel 1950.

## Carriera
Figlio di un meccanico di biciclette, Giovanni apprese il mestiere del padre e si avvicinò al ciclismo a 15 anni correndo nel G.C. Alessandrino, nonostante la guerra. Alla fine del 1945 passò negli allievi nella squadra S.I.O.F. di Biagio Cavanna ed ottenne i primi successi. Nel 1947 corse per la G.S. Lancia da dilettante e vinse la Coppa Fossati lasciandosi alle spalle Ettore Milano e Luciano Parodi. Nel 1949 ancora dilettante corse per la S.C. Meazzo e vinse la Coppa Busto Arsizio, il Gran Premio Canelli e il Giro del Vorarlberg, quest'ultimo rappresentando la nazionale italiana dilettanti. A fine 1949 partecipò da indipendente al Giro di Lombardia classificandosi 46º.
Nel 1950 corse da professionista per la Ganna e partecipò alla Milano-Sanremo riuscendo ad ottenere il nono posto in classifica (ex aequo con altri 41 corridori) dopo aver svolto un importante lavoro per il compagno di squadra Nedo Logli. Qualche settimana dopo si piazzò sesto al Gran Premio Industria e Commercio di Prato vinto da Ferdi Kübler su Alfredo Martini. Il 16 aprile partecipò al Giro di Toscana classificandosi 26º. A maggio prese parte al Giro d'Italia, qui però dopo le prime promettenti tappe dolomitiche fu costretto al ritiro a causa di un'infiammazione tendinea ad un ginocchio. Nonostante un periodo di riposo, questo infortunio lo costringerà ad interrompere anzitempo la sua carriera ciclistica.
In seguito svolse il lavoro di meccanico e costruttore di biciclette.

## Palmarès
- 1947 (dilettanti)

Coppa Fossati
- 1949 (dilettanti)

Coppa Busto Arsizio
Gran Premio Canelli
Giro del Vorarlberg

## Piazzamenti

### Grandi Giri
- Giro d'Italia

1950: ritirato

### Classiche monumento
- Milano-Sanremo

1950: 9º
- Giro di Lombardia

1949: 42º